# Józef Korzonek
Józef Korzonek (ur. 1 lipca 1887 w Królewskiej Hucie, zm. 14 lutego 1937 w Świętochłowicach) – dowódca podczas powstań śląskich, działacz narodowy.

## Życiorys
Urodził się w Chorzowie. Pracował jako górnik oraz hutnik. W wojsku niemieckim służył przez 4,5 roku. Po powrocie z I wojny światowej działał w organizacjach narodowych i 6 stycznia 1919 roku założył Polską Organizację Wojskową w Świętochłowicach. 
Brał udział w I powstaniu śląskim - walczył w Świętochłowicach i pod Szybem Marcina w Lipinach, po czym będąc ściganym przez władze niemieckie musiał uchodzić za granicę, gdzie przebywał w oddziałach powstańczych w Sosnowcu i Zawierciu. Po ogłoszeniu amnestii powrócił na Górny Śląsk, gdzie brał udział w akcji plebiscytowej. W III powstaniu śląskim był dowódcą kompanii, a następnie pełnił funkcję oficera ewidencyjnego w I Baonie IV Pułku Gajdzika. 
Zmarł tragicznie w Hucie Florian w Świętochłowicach.  